# Eremias intermedia
Eremias intermedia este o specie de șopârle din genul Eremias, familia Lacertidae, ordinul Squamata, descrisă de Strauch 1876. Conform Catalogue of Life specia Eremias intermedia nu are subspecii cunoscute.